# 艾松早熟禾
艾松早熟禾（学名：Poa aitchisonii）为禾本科早熟禾属下的一个种。